# شعار یهودی‌ستیزانه
شعار یهودی‌ستیزانه (انگلیسی: Antisemitic canard) «گزارش‌های هیجان‌انگیز، تقلب‌ها، یا دروغ‌هایی» هستند که به یهودیت به عنوان یک دین یا یهودیان به عنوان یک قومیت یا گروه مذهبی، نسبت داده می‌شود. از قرون وسطی، شعارهای یهودی‌ستیزانه بخش‌هایی از تئوری‌های توطئه ضدیهودی گسترده‌تر را تشکیل داده‌اند.